# Sprzęgło hydrokinetyczne

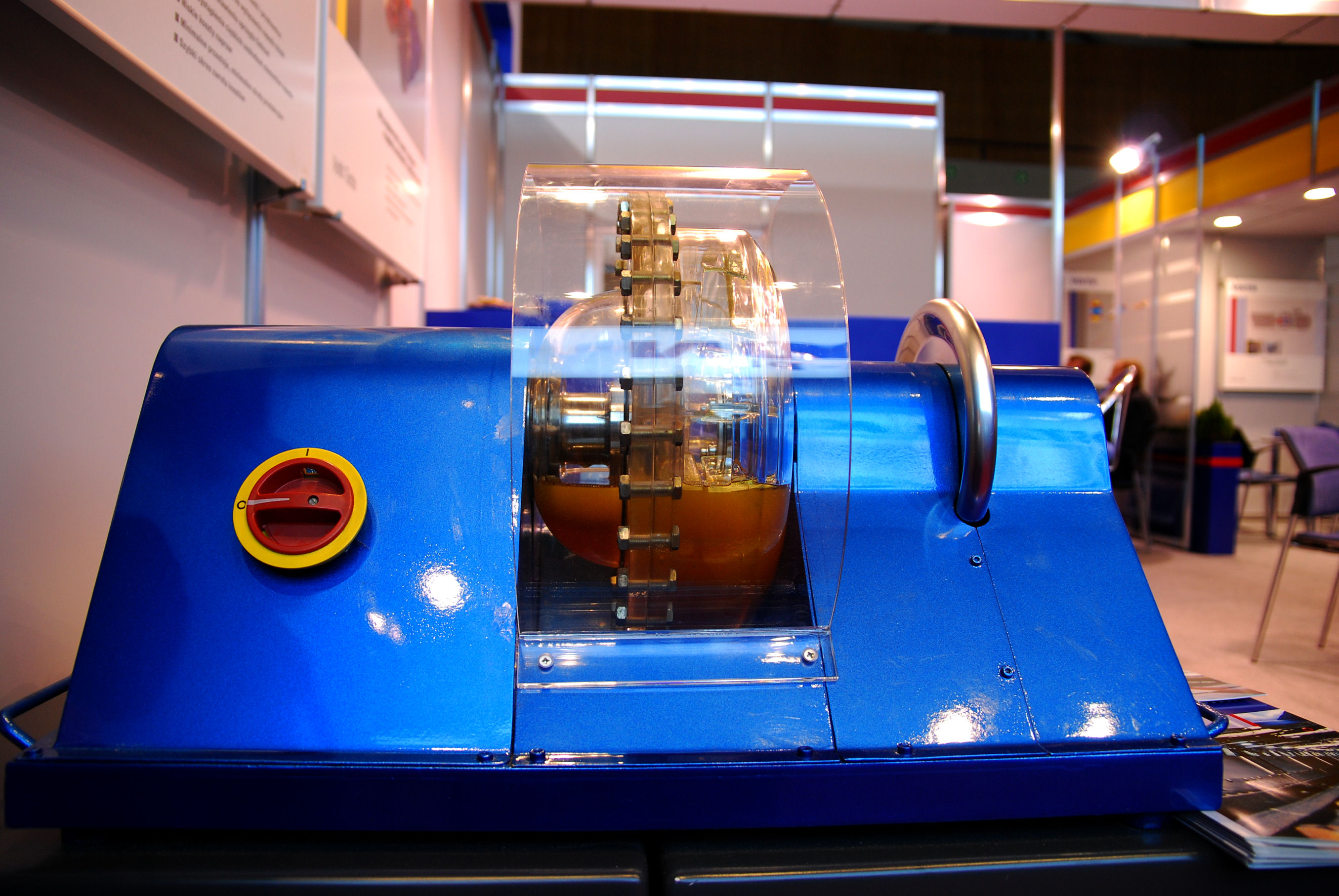
Model sprzęgła hydrokinetycznego

Sprzęgło hydrokinetyczne – sprzęgło, w którym ruch obrotowy jest przenoszony z elementu czynnego do biernego za pośrednictwem cieczy (przeważnie oleju, emulsji lub wody). Zasada działania sprzęgła hydrokinetycznego została opracowana przez prof. Hermanna Föttingera (1877-1945). Główne założenie polega na połączeniu w jednej obudowie pompy oraz turbiny napędzanej przez ciecz.
Sprzęgła hydrokinetyczne dzielą się na dwie główne grupy:
- o stałym wypełnieniu
- o zmiennym wypełnieniu

Do podstawowych funkcji tych sprzęgieł należy:
- zapewnienie łagodnego rozruchu
- zmniejszenie uderzeń momentu obrotowego
- zabezpieczenie przed przeciążeniem
- tłumienie drgań momentu obrotowego

Regulację prędkości obrotowej elementu biernego osiąga się poprzez zmianę ilości cieczy pośredniczącej lub odległości elementu biernego od czynnego, co wpływa na poślizg sprzęgła. Odbywa się to kosztem zmniejszenia sprawności układu napędowego. Ze względu na to, że w czasie poślizgu energia mechaniczna zamieniana jest w cieplną, często konieczne jest chłodzenie sprzęgła.
Jest najpowszechniejszym rodzajem przekładni hydraulicznej, stosowanym m.in. do przenoszenia napędu w samochodach z automatyczną skrzynią biegów, w ciężkich maszynach roboczych i do regulacji prędkości obrotowej dużych pomp wirowych.